# Station Předměřice nad Labem
Station Předměřice nad Labem is een spoorwegstation in de Tsjechische gemeente Předměřice nad Labem, net ten noorden van Hradec Králové. Het station ligt aan lijn 031 die van Pardubice via Hradec Králové naar Jaroměř loopt.
Het station ligt vier kilometer ten noorden van station Hradec Králové hlavní nádraží en twee kilometer ten zuiden van station Lochenice.
Pardubice hlavní nádraží ↔ Pardubice-Rosice nad Labem ↔ Pardubice-Semtín ↔ Stéblová ↔ Čeperka ↔ Opatovice nad Labem ↔ Hradec Králové hlavní nádraží ↔ Předměřice nad Labem ↔ Lochenice ↔ Smiřice ↔ Černožice - Semonice ↔ Jaroměř